# Марешал-Тауматургу

Марешал-Тауматургу на карте.

Марешал-Тауматургу (порт. Marechal Thaumaturgo) — муниципалитет в Бразилии, входит в штат Акри. Составная часть мезорегиона Вали-ду-Журуа. Входит в экономико-статистический микрорегион Крузейру-ду-Сул. Население составляет 14 227 человек на 2010 год. Занимает площадь 8191,693 км². Плотность населения — 1,74 чел./км².
Покровителем города считается Святой Себастьян. Праздник города — 5 ноября.

## История
Муниципалитет назван в честь бразильского маршала Тауматургу, который был послан в регион 1929 году в качестве представителя бразильских вооруженных сил.

## Границы
Муниципалитет граничит:
- на севере — муниципалитет Порту-Валтер
- на северо-востоке — муниципалитет  Тарауака
- на востоке — муниципалитет Жордан
- на юге — Перу
- на западе — Перу

## Демография
Согласно сведениям, собранным в ходе переписи 2010 г. Национальным институтом географии и статистики (IBGE), население муниципалитета составляет:
| Полное население                               | Полное население                               | Полное население                               | Полное население                               | 14 227 |
| ---------------------------------------------- | ---------------------------------------------- | ---------------------------------------------- | ---------------------------------------------- | ------ |
| в том числе:                                   | Городское население                            | 3969                                           | Процент городского населения, %                | 27,90  |
|                                                | Сельское население                             | 10 258                                         | Процент сельского населения, %                 | 72,10  |
|                                                | Мужское население                              | 7463                                           | Процент мужского населения, %                  | 52,46  |
|                                                | Женское население                              | 6764                                           | Процент женского населения, %                  | 47,54  |
| Плотность населения, чел/км²                   | Плотность населения, чел/км²                   | Плотность населения, чел/км²                   | Плотность населения, чел/км²                   | 1,84   |
| Население муниципалитета в % к населению штата | Население муниципалитета в % к населению штата | Население муниципалитета в % к населению штата | Население муниципалитета в % к населению штата | 1,94   |

По данным оценки 2015 года, население муниципалитета составляет 16 895 жителей.

## Важнейшие населенные пункты
| № | Населённый пункт   | Населённый пункт (порт.) | Категория | Население чел. (2010) | На карте                       |
| - | ------------------ | ------------------------ | --------- | --------------------- | ------------------------------ |
| 1 | Марешал-Тауматургу | Marechal Thaumaturgo     | город     | 3969                  | 8°56′47″ ю. ш. 72°47′21″ з. д. |
| 2 | Фос-ду-Бреу        | Foz do Breu              | поселок   | нет данных            | 9°24′38″ ю. ш. 72°42′54″ з. д. |

## Статистика
- Валовой внутренний продукт на 2005 год составляет 37 644 821 реал (данные: Бразильский институт географии и статистики).
- Валовой внутренний продукт на душу населения на 2005 год составляет 4452,37 реала (данные: Бразильский институт географии и статистики).
- Индекс развития человеческого потенциала на 2000 год составляет 0,533 (данные: Программа развития ООН).